# Ragnar Nilsson (bandyspelare)
Ragnar Nilsson (1910-1983), var en svensk bandyspelare. Ragnar Nilsson började spela bandy i Slottsbrons juniorlag 1925 och spelade sedan i A-laget från 1927 till 1941. Han spelade även några landskamper och blev Stor grabb 1939.
- Klubb: Slottsbrons IF
- Position: vänsterhalv
- SM-guld: 1934, 1936, 1938, 1941
- Stor grabb Nr 28